# Oberbrumberg
Oberbrumberg (früher Oberbrunnenberg oder Oberbrunnberg genannt) ist ein Gemeindeteil der Stadt Helmbrechts im Landkreis Hof (Oberfranken, Bayern). Oberbrumberg liegt in der Gemarkung Enchenreuth.

## Geografie
Vom Weiler bietet sich ein guter Blick auf das Massiv des Döbraberges. Eine Gemeindeverbindungsstraße führt nach Unterbrumberg (0,7 km nördlich) bzw. zur Staatsstraße 2195 bei Enchenreuth (1,2 km südlich). An dieser Straße stehen eine Wegkapelle und ein Gedenkkreuz.

## Geschichte
Oberbrumberg lag an einem Kreuzungspunkt zu verschiedenen Wegen ins Rodachtal abseits der großen, bewachten Landstraße (heute Staatsstraße 2195), welche als Höhenweg rund um das Rodachtal führte.
Eberhard Graf von Henneberg, Bischof von Bamberg, übergab seinem Bruder Chuno von Henneberg im Jahr 1017 die Orte Enchenreuth, Presseck, Bernstein, Schwarzenbach und Grafengehaig. Da die Burg Radeck in diesem Gebiet sehr zentral unterhalb von Oberbrumberg lag und auch die Einkünfte der Bischofsmühle kontrollieren konnte, ist zu vermuten, dass Oberbrumberg schon bei dieser Übergabe als Vorwerk der Burg Radeck bestand. Vor allem war es ein Rastpunkt mit Tränke und (mittlerweile zugeschüttetem) Teich zwischen Enchenreuth und der Bischofsmühle im Tal bzw. zur Burg Radeck. Im Archiv des Bistums Bamberg wurde Oberbrumberg im Jahr 1514 urkundlich erwähnt.
Haus Nr. 2 wurde wahrscheinlich ursprünglich als hoher unterkellerter Wachtturm/Signalturm gebaut (Nachweis Grundriss) mit direktem Sichtkontakt und Verbindung zwischen der damaligen Wahlburg (Richtung Enchenreuth/Gemeindeteil Wahl) und zur Burg Radeck und hatte Fernsicht bis in den Rennsteig und Schwarzenbach am Wald.
Da es sich hier um das Grenzgebiet des Bistums Bamberg handelte, konnte man mit dem Signalturm Oberbrumberg die Straße zwischen Heinersreuth und der Bischofsmühle und die Höhe hinauf nach Schwarzenbach als Abkürzung kontrollieren. Nach dem Niedergang der Burg Radeck ab 1330 wurde wahrscheinlich der Turm abgebaut, das Baumaterial weiter genutzt und sie mit Erweiterungen zu einem Kleinbauernhaus Haus Nr. 2 mit Gewölbestall umgebaut.
Gegen Ende des 18. Jahrhunderts bestand Oberbrumberg aus vier Anwesen (2 Halbhöfe, 2 Häuser). Die Hochgerichtsbarkeit stand dem bambergischen Amt Enchenreuth zu. Das bambergische Kastenamt Stadtsteinach war Grundherr sämtlicher Anwesen.
1802 kam Oberbrumberg an das Herzogtum Bayern. Infolge des Ersten Gemeindeedikts wurde Oberbrumberg dem 1808 gebildeten Steuerdistrikt Enchenreuth und der zugleich entstandenen Ruralgemeinde Enchenreuth zugewiesen. Im Zuge der Gebietsreform in Bayern wurde Oberbrumberg am 1. Januar 1977 nach Helmbrechts eingemeindet.

### Einwohnerentwicklung
| Jahr      | 1818  | 1819  | 1861   | 1871   | 1885   | 1900   | 1925   | 1950   | 1961   | 1970   | 1987   | 2023 |
| Einwohner |       | *99   | 33     | 35     | 42     | 33     | 26     | 21     | 20     | 16     | 17     | 14   |
| Häuser    | *15   |       |        |        | 4      | 4      | 4      | 4      | 5      |        | 6      |      |
| Quelle    | [ 6 ] | [ 9 ] | [ 10 ] | [ 11 ] | [ 12 ] | [ 13 ] | [ 14 ] | [ 15 ] | [ 16 ] | [ 17 ] | [ 18 ] |      |

## Religion
Oberbrumberg ist römisch-katholisch geprägt und bis heute nach St. Jakobus der Ältere (Enchenreuth) gepfarrt.